# Ruanda en los Juegos Paralímpicos de Río de Janeiro 2016
Ruanda estuvo representada en los Juegos Paralímpicos de Río de Janeiro 2016 por un total de trece deportistas, doce mujeres y un hombre. El equipo paralímpico ruandés no obtuvo ninguna medalla en estos Juegos.